# Neotypus sinister
Neotypus sinister là một loài tò vò trong họ Ichneumonidae.